# 科地区博瓦尔
科地区博瓦尔（法語：Beauval-en-Caux，法語發音：[boval ɑ̃ ko]）是法国诺曼底大区滨海塞纳省的一个市镇，属于迪耶普区。 

## 地理
科地区博瓦尔（49°44'40"N, 1°1'7"E）面积15.53 平方千米，位于法国诺曼底大区滨海塞纳省，迪耶普东南约21千米，D50、D23和D927公路的交界处。
与科地区博瓦尔接壤的市镇（或旧市镇、城区）包括：瓦勒德萨讷、贝尔梅尼勒、比维尔拉拜尼亚尔德、卡勒维尔双教堂村、锡河畔戈讷维尔、锡河畔厄格勒维尔、圣皮埃尔贝努维尔。
科地区博瓦尔的时区为UTC+01:00、UTC+02:00（夏令时）。

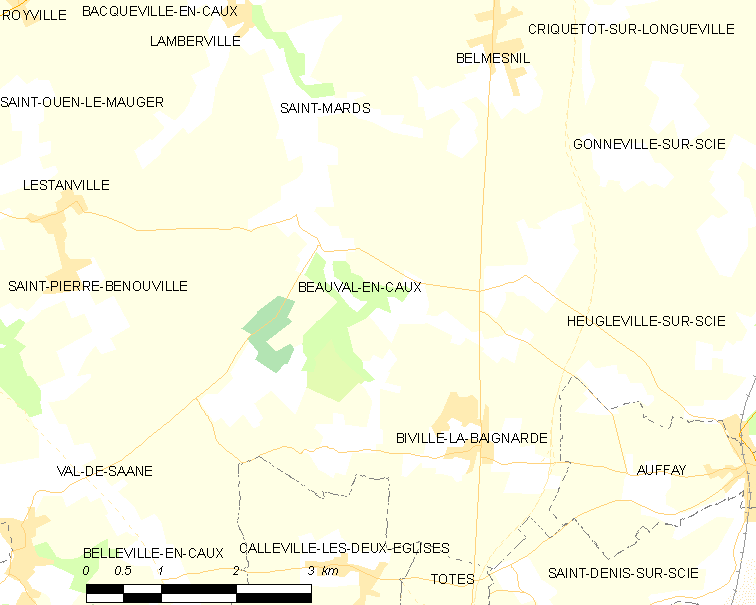
科地区博瓦尔的OSM定位图

## 行政
科地区博瓦尔的邮政编码为76890，INSEE市镇编码为76063。

## 政治
科地区博瓦尔所属的省级选区为吕讷赖县。

## 人口

1962-2008年间科地区博瓦尔人口变化图示

科地区博瓦尔于2022年1月1日时的人口数量为464人。